# محمد عامر (بازیکن فوتبال)
محمد عامر (انگلیسی: Mohamed Amer؛ زادهٔ ۲۳ آوریل ۱۹۵۴) بازیکن سابق و مربی فوتبال اهل مصر است.
وی همچنین در تیم ملی فوتبال مصر بازی کرده‌است.